# Hymenophyllum levingei
Hymenophyllum levingei là một loài thực vật có mạch trong họ Hymenophyllaceae. Loài này được C.B. Clarke miêu tả khoa học đầu tiên năm 1880.